# Patellapis lioscutalis
Patellapis lioscutalis är en biart som först beskrevs av Pesenko och Wu 1997.  Patellapis lioscutalis ingår i släktet Patellapis och familjen vägbin. Inga underarter finns listade i Catalogue of Life.